# S.R. Ranganathan

S.R. Ranganathan

Shiyali Ramamrita Ranganathan, född 1892, död 1972, var en indisk bibliotekarie och pedagog. Han anses ha fört biblioteksvetenskapen i Indien framåt genom införandet av nya metoder för systematisering av information, baserade på matematiska principer.
Ranganathan skapade 1933 det första facetterade klassifikationssystemet, kolonklassifikationen. Även om hans system i princip inte används i dag har idén om facetterade klassifikationssystem levt kvar och påverkat dagens system. De vanligaste klassifikationssystemen i Sverige i dag, SAB och Dewey, är båda delvis facetterade. 

## Fem principer för biblioteksvetenskap
Ranganathan presenterade 1931 en teori som innehåller fem principer för biblioteksvetenskap (the five laws of library science). Dessa fem principer är: 
1. "Books are for use."
2. "Every person his or her book."
3. "Every book its reader."
4. "Save the time of the reader."
5. "A library is a growing organism."[13]